# Parahelpis abnormis
Parahelpis abnormis is een spinnensoort in de taxonomische indeling van de springspinnen (Salticidae).
Het dier behoort tot het geslacht Parahelpis. De wetenschappelijke naam van de soort werd voor het eerst geldig gepubliceerd in 2002 door Żabka.

## Voorkomen
De soort komt voor in  Queensland.